# Eugene Lammot

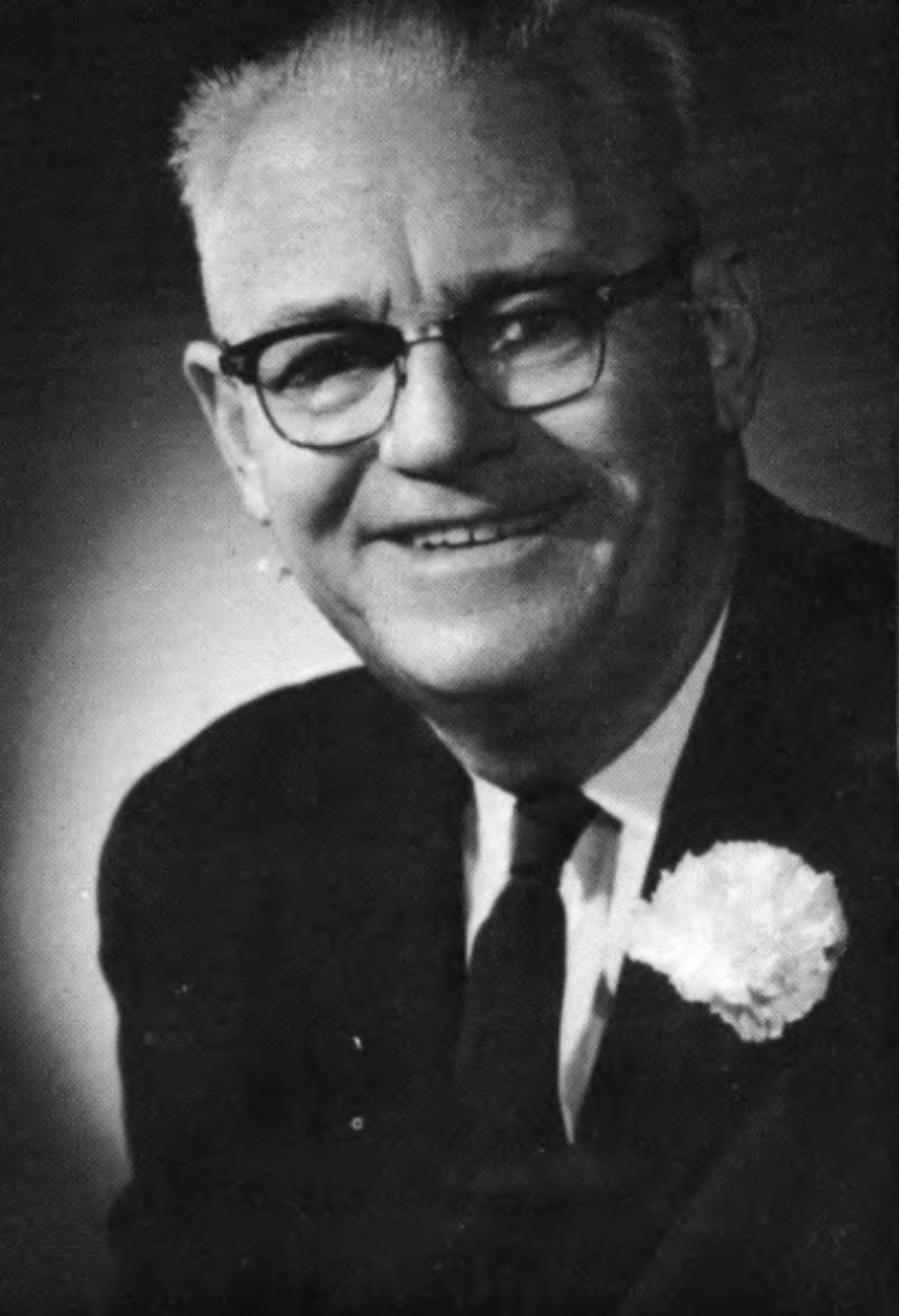

Eugene Lammot (* 22. Mai 1899 in Germantown, Pennsylvania; † 2. März 1987 in Wilmington, Delaware) war ein US-amerikanischer Politiker. Zwischen 1961 und 1965 war er Vizegouverneur des Bundesstaates Delaware.

## Werdegang
Über die Jugend und Schulausbildung von Eugene Lammot ist nichts überliefert. Später arbeitete er in der Versicherungsbranche. Politisch wurde er Mitglied der Demokratischen Partei. Zwischen 1955 und 1957 saß er im Senat von Delaware. Danach war er von 1957 bis 1960 Bürgermeister der Stadt Wilmington. Im Juli 1960 nahm er als Delegierter an der Democratic National Convention in Los Angeles teil, auf der John F. Kennedy als Präsidentschaftskandidat nominiert wurde.
Im selben Jahr wurde Lammot an der Seite von Elbert N. Carvel zum Vizegouverneur von Delaware gewählt. Dieses Amt bekleidete er zwischen 1961 und 1965. Dabei war er Stellvertreter des Gouverneurs und Vorsitzender des Staatssenats. Er starb im März 1987.